# 迦勒底
迦勒底（羅馬化：Kaldu/Kaṣdu，羅馬化：Kāldān；思高本：加色丁；一譯加爾底亞），是一個古代地區的名稱，而且是巴比倫尼亞南部地區的一部份，即現今伊拉克南部地區及科威特。公元前625年至前539年期間開始有部落進入該區居住，這些部落的住民就被稱之為迦勒底人、加爾底亞人或新巴比倫人。

## 《希伯來聖經》的相關記載
在《塔納赫》中，迦勒底是新巴比倫的同義詞。大約在公元前625年，迦勒底人奪得了巴比倫尼亞的統治權，建立了新巴比倫王國。尼布甲尼撒二世在位時，帝國版圖大為擴張，勢力達至頂峰，消滅了猶大王國，在戰爭中攻克了聖都耶路撒冷，然而，新巴比倫帝國後來被波斯米底亞王國消滅。

## 《舊約聖經》的相關記載
被更正教視為副典的《友弟德傳》提到阿孟王國統帥阿希約爾曾經聲稱希伯來人是加爾底亞人的後裔，並且聲稱因為他們不願崇拜加爾底亞地居民所崇信的神祇，所以他們轉而敬拜天上的大主，因而被那些神祇驅逐，於是他們逃至美索不達米亞並僑居在那裡直到他們所崇信的天主吩咐他們前往客納罕居住。
天主教聖典《聖經》的其中一部書典《達尼爾先知書》聲稱一位名叫達理阿的瑪待人曾為加色丁國的國君，並且聲稱巴比倫人大多崇拜比勒神及一條大龍。

## 流行文化
在著名角色扮演題材遊戲《命運-冠位指定》中， 菲尼斯‧迦勒底是負責確保人類文明能夠存續下去的秘密研究機構。

## 外部連結
- Chaldeans Online （页面存档备份，存于）
- Study Light: Kasidy （页面存档备份，存于）
- Magic of the Egyptians and Chaldeans （页面存档备份，存于）
- Chaldean and Assyrian Community Discussion